# Der Zigeunerprimas (Film)
Der Zigeunerprimas ist ein deutscher Spielfilm von Carl Wilhelm aus dem Jahr 1929.

## Handlung
Die Handlung folgt der der gleichnamigen Operette.

## Hintergrund
Das Drehbuch verfasste der Regisseur Wilhelm zusammen mit Bobby E. Lüthge. Vorlage dieses Films ist die gleichnamige Operette des Komponisten Emmerich Kálmán, dessen Musik auch in diesem Film Verwendung fand. Die Uraufführung dieses im Januar und Februar 1929 gedrehten Films fand am 27. März dieses Jahres in Berlin statt.